# Calyptrogyne
Calyptrogyne é um género botânico pertencente à família Arecaceae.